# Marco Bergamini
Marco Bergamini (...) è un ex hockeista su prato e dirigente sportivo italiano, Presidente della società sportiva Hockey Club Bondeno.
È stato eletto nell'anno 2012 dalla società, e dai principali rappresentanti del Club.
Bergamini, che allena anche la squadra giovanile del Bondeno, ha sempre fatto parte del club bondenese anche come giocatore, tornando anche in campo per sopperire ad un'emergenza (causa infortuni) nel campionato di serie A1 del 2010-2011.